# Friedrich Grützmacher
Friedrich Wilhelm Grützmacher (né le 1er mars 1832 - mort le 23 février 1903) est un violoncelliste et compositeur allemand. Il a composé beaucoup pour le violoncelle (notamment plusieurs concertos et beaucoup d'études techniques), mais a écrit aussi des pièces orchestrales, de la musique de chambre, pour piano ainsi que des mélodies.

## Biographie
Grützmacher est né à Dessau en duché d'Anhalt-Dessau, et reçoit ses premières leçons de son père. Il commence rapidement l'étude du violoncelle avec un élève de Dotzauer, Karl Dreschler (de) (1800-1873).
En 1848, il est remarqué à Leipzig par le célèbre violoniste Ferdinand David qui organise quelques concerts pour lui. En 1850, il devient violoncelle solo à l'orchestre du théâtre de Leipzig, aux concerts Gewandhaus, et professeur au Conservatoire de Leipzig. Il joue dans le quatuor à cordes David.
En 1860, Grützmacher est nommé à Dresde pour être le principal violoncelliste de l'orchestre de la cour, et prend la tête de Société musicale de Dresde. En 1877, il devient professeur au Conservatoire de Dresde. Il donne des concerts en Europe jusqu'en Russie impériale, où il devient l'ami du célèbre violoncelliste Karl Davidov. Il participe à la création de Don Quichotte de Richard Strauss à Cologne en 1898. Il est le professeur de Wilhelm Fitzenhagen et Hugo Becker (dont les études sont encore utilisées).
Grützmacher est très connu aujourd'hui pour avoir prélevé des extraits de quatre pièces différentes de Boccherini pour produire l'édition d'un concerto en si bémol, toujours publié et interprété. Il est aussi connu pour son arrangement des suites pour violoncelle de Bach avec des accords, des passages et des embellissements ajoutés. Ses cadences des concertos pour violoncelle de Boccherini et Haydn 
sont encore souvent interprétées à l'heure actuelle.